# خزنوویتسه
خزنوویتسه (به چکی: Cheznovice) یک منطقهٔ مسکونی در جمهوری چک است که در ناحیه روکیتسانی واقع شده‌است. خزنوویتسه ۷٫۸ کیلومتر مربع مساحت و ۷۴۹ نفر جمعیت دارد و ۴۷۲ متر بالاتر از سطح دریا واقع شده‌است.